# Népakarat (napilap, 1945–1948)
A Népakarat Nagyváradon szerkesztett szociáldemokrata napilap volt. Asztalos Sándor főszerkesztővel az élén 1945-ben indult s a szociáldemokrata és kommunista párt egyesüléséig (1948) jelent meg. 1947-től Katona Béla szerkesztette. Napi híreken és kommentárokon, elméleti cikkeken kívül szórványosan irodalmi anyaga is volt. Utolsó évfolyamában a lap negyedik oldalát Nagyszalontai Népakarat címmel Nagyszalontán Szemes Gyula szerkesztette.